# خلايا سلفية دبقية قليلة التغصن
الخلايا السلفية الدبقية قليلة التغصن، تعرف أيضًا باسم الخلايا الأرومية الدبقية قليلة التغصن أو خلايا إن جي 2-الدبقية، هي نمط فرعي من الخلايا الدبقية في الجهاز العصبي المركزي سميت بذلك لدورها الأساسي كسليفة للخلايا الدبقية قليلة التغصن. تُميز عادةً عبر التعبير المشترك عن جيني بّي دي جي إف آر إيه وإن جي 2.
تلعب خلايا أوه بّي سي دورًا مهمًا في تكون الميالين في أثناء فترتي النمو والبلوغ عن طريق تشكيلها الخلايا الدبقية قليلة التغصن، والتي تغلف المحاور العصبية وتؤمن عزلًا كهربائيًا يتمثل بغمد الميالين، ما يتيح انتشارًا أسرع لجهود الفعل ونقل عالي الدقة دون الحاجة إلى زيادة قطر المحاور العصبية. يرتبط فقدان أو نقص خلايا أوه بّي سي، وما يترتب على ذلك من نقص الخلايا الدبقية قليلة التغصن المتمايزة، بفقدان الميالين والتدهور اللاحق في الوظائف العصبية. بالإضافة إلى ذلك، تعبر خلايا أوه بّي سي عن مستقبلات للنواقل العصبية المختلفة وتخضع لإزالة لاستقطاب الغشاء عندما تتلقى مدخلات مشبكية من العصبونات.

## الوظيفة
كما يوحي اسمها، اقتصرت وظيفة خلايا أوه بّي سي لفترة طويلة على كونها أسلاف للخلايا الدبقية قليلة التغصن. توسع دورها كنوع من الخلايا السلفية منذ ذلك الحين ليشمل كلًا من الخلايا الدبقية قليلة التغصن وبعض الخلايا النجمية من النوع الثاني في المادة الرمادية. في وقت لاحق، اقتُرحت وظائف إضافية.

## تكون الميالين في البلوغ

### إعادة تشكيل الميالين
لوحظت عملية إصلاح الميالين العفوية لأول مرة لدى القطط. تبين حدوثها لاحقًا في الجهاز العصبي المركزي لدى الإنسان أيضًا، وتحديدًا في حالات التصلب المتعدد. لا ينتج عن إصلاح الميالين العفوي خلايا دبقية قليلة التغصن طبيعية الشكل، ويرافق ذلك تشكل طبقة رقيقة غير طبيعية من الميالين مقارنةً بقطر المحور عصبي. رغم التشوهات المورفولوجية، تؤدي إعادة تشكيل الميالين إلى إعادة النقل العصبي الطبيعي. بالإضافة إلى ذلك، لا يبدو أن عملية إعادة تشكيل الميالين العفوية نادرة، على الأقل في حالة مرض التصلب المتعدد. أفادت الدراسات التي أجريت على آفات مرض التصلب المتعدد أن نسبة إعادة تشكيل الميالين تصل إلى 47%. أفادت الدراسات المقارنة للآفات القشرية أن إعادة تشكيل الميالين في القشرة يحدث بنسبة أكبر مقارنةً بآفات المادة البيضاء.
تحتفظ خلايا أوه بّي سي بالقدرة على التكاثر في مرحلة البلوغ وتشكل 70-90% من كمية الخلايا المتكاثرة في الجهاز العصبي المركزي الناضج. في الجهاز العصبي المركزي النامي والناضج، حيث يحدث انخفاض في العدد الطبيعي للخلايا الدبقية قليلة التغصن أو الميالين، تستجيب خلايا أوه بّي سي على الفور من خلال زيادة نسبة تكاثرها. تتكاثر خلايا أوه بّي سي استجابةً لإزالة الميالين في الآفات الحادة أو المزمنة الناتجة عن العوامل الكيميائية مثل ليزوليسيثين أو كوبريزون، وتتمايز الخلايا الوليدة إلى خلايا دبقية قليلة التغصن قادرة على تشكيل الميالين. بالمثل، تتكاثر خلايا أوه بّي سي في أنواع أخرى من الإصابات المترافقة مع فقدان الميالين، مثل إصابة النخاع الشوكي.

### الأهمية السريرية
اعتُبرت زراعة خلايا أوه بّي سي علاجًا محتملًا للأمراض العصبية التي تسبب إزالة الميالين. مع ذلك، من الصعب إنتاج عدد مناسب من الخلايا عالية الجودة للاستخدام السريري. ما يزال العثور على مصدر مناسب لهذه الخلايا أمرًا صعبًا اعتبارًا من عام 2016. في حالة استخدام الخلايا البالغة للزراعة، ستكون هناك حاجة لأخذ خزعة من دماغ كل مريض، ما يزيد من خطر رفض الجهاز المناعي. أُثبت أن الخلايا الجذعية الجنينية قادرة على إعادة تشكيل الميالين في ظل ظروف مخبرية، لكن بعض الجماعات الدينية تعارض استخدامها. أُثبت أيضًا أن الخلايا الجذعية للجهاز العصبي المركزي لدى البالغين تولّد خلايا دبقية قليلة التغصن قادرة على تشكيل الميالين، ولكن، يصعب الوصول إليها.
حتى إذا عُثر على مصدر ملائم لخلايا أوه بّي سي، ما يزال يصعب تحديد ومراقبة نتائج إعادة تشكيل الميالين، رغم أن المقاييس متعددة الوسائط لسرعة النقل وتقنيات التصوير بالرنين المغناطيسي الناشئة توفر حساسية أفضل مقارنةً بطرق التصوير الأخرى. بالإضافة إلى ذلك، تبقى بعض العوامل مثل التفاعل بين الخلايا المزروعة والخلايا المناعية وتأثير الخلايا المناعية الالتهابية على إعادة تشكيل الميالين غير محددة بالكامل بعد. إذا كان فشل إعادة تشكيل الميالين الذاتي ناتجًا عن عدم ملاءمة بيئة التمايز، يجب تدارك الأمر قبل إجراء الزرع.